# Le Butcherettes
Le Butcherettes é uma banda  mexicana de garage punk formada em 2007 em Guadalajara  por Teri Gender Bender (nascida em 15 de maio de 1989 como Teresa Suárez).

## História
A banda Le Butcherettes foi criada pela vocalista / guitarrista Teri Gender Bender, que mais tarde chamou a baterista Auryn Jolene para formar uma dupla. Com sua atuação ao vivo, com adereços na moda na década de 50, tais como vassouras, espanadores e aventais sangrentos para se referir a mulheres sendo tratadas como escravas, rapidamente alcançou a fama no cenário underground mexicano. Teri Gender Bender também usou sangue artificial, farinha, ovos, carne, e uma cabeça de porco de verdade no palco.